# Atac a Mers el-Kebir
|  | Aquest article tracta sobre la destrucció de la flota francesa durant la Segona Guerra mundial. Vegeu-ne altres significats a « Batalla de Mers el-Kebir». |

L'atac a Mers el-Kebir (o batalla de Mers el-Kebir) del 3 de juliol de 1940, durant la Segona Guerra Mundial, va ser un atac naval britànic contra vaixells neutrals de la Marina francesa a la base naval de Mers el-Kebir, prop d'Orà, a la costa de l'Algèria francesa. L'atac va ser la part principal de l'Operació Catapulta, un pla britànic per neutralitzar o destruir vaixells francesos neutrals per evitar que caiguessin en mans alemanyes després de la derrota aliada a la batalla de França. El bombardeig britànic de la base va causar la mort de 1.297 soldats francesos, va enfonsar un cuirassat i va danyar cinc vaixells més, per una pèrdua britànica de cinc avions abatuts i dos tripulants morts.
L'atac per aire i mar va ser realitzat per la Royal Navy, després que França hagués signat armisticis amb Alemanya i Itàlia, que van entrar en vigor el 25 de juny. De particular importància per als britànics van ser els cinc cuirassats de les classes Bretagne i Richelieu i els dos cuirassats ràpids de la classe Dunkerque, la segona força de vaixells capitals més gran d'Europa després de la Royal Navy. El gabinet de guerra britànic temia que els vaixells caiguessin en mans de l'Eix. L'almirall François Darlan, comandant de la marina francesa, assegurà als britànics, fins i tot després dels francesos signessin armisticis amb Alemanya i Itàlia, que la flota romandria sota control francès, però Winston Churchill i el Gabinet de Guerra van considerar que el risc era massa gran. Darlan va rebutjar repetidament les sol·licituds britàniques de posar la flota sota custòdia britànica o traslladar-la a les Índies Occidentals franceses, fora de l'abast alemany.
L'atac britànic va ser condemnat a França com un atac a una nació neutral i el ressentiment va sorgir durant anys pel que es considerava una traïció per part d'un antic aliat. Els francesos pensaven que les seves garanties eren honorables i haurien d'haver estat suficients. El mariscal Philippe Pétain, que va ser nomenat primer ministre de França el 16 de juny, va trencar les relacions diplomàtiques amb el Regne Unit el 8 de juliol.
Els avions francesos van prendre represàlies bombardejant Gibraltar i els vaixells francesos van intercanviar foc diverses vegades amb els britànics, abans que s'observés una treva tàcita a la Mediterrània occidental. El 27 de novembre de 1942, després de l'inici de l'operació Torxa, la invasió aliada del nord d'Àfrica francès, l'armada francesa va frustrar el Cas Anton, una operació alemanya i italiana per capturar els seus vaixells a Toulon, esfondrant-los. El 1997, Martin Thomas va escriure que l'atac britànic a Mers el-Kebir continua sent controvertit, però que altres historiadors han escrit que demostrava al món que Gran Bretanya continuaria lluitant.

## Rerefons

### L'armistici franco-alemany
Després de la caiguda de França el 1940 i de l'armistici entre França i l'Alemanya nazi, el gabinet de guerra britànic estava preocupat pel control de la marina francesa. Les marines francesa i alemanya combinades podrien alterar l'equilibri de poder al mar, amenaçant les importacions britàniques a l'Atlàntic i les comunicacions amb la resta de l'Imperi Britànic. A l'article 8, paràgraf 2 dels termes de l'armistici, el govern alemany "va declarar solemnement i fermament que no tenia intenció de fer demandes sobre la flota francesa durant les negociacions de pau" i hi havia termes similars a l'armistici amb Itàlia, però es van considerar. pels britànics per no ser cap garantia de la neutralització de la flota francesa. El 24 de juny, Darlan va assegurar a Winston Churchill contra aquesta possibilitat. Churchill va ordenar que es fes una exigència que la Marine nationale s'unís a la Royal Navy o fos neutralitzada d'una manera garantida per evitar que els vaixells caiguessin en mans de l'Eix.

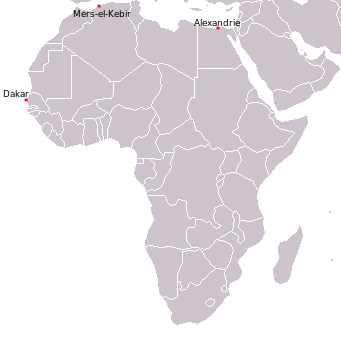
Vaixells francesos amb base a Àfrica, juny de 1940

Per suggeriment italià, els termes de l'armistici es van modificar per permetre que la flota francesa romangués temporalment als ports del nord d'Àfrica, on podrien ser capturats per les tropes italianes de Líbia. Els britànics van fer un pla de contingència, l'operació Catapulta, per eliminar la flota francesa a mitjans de juny, quan va quedar clar que Philippe Pétain estava formant un govern amb vista a posar fi a la guerra i semblava probable que la flota francesa pogués ser presa per els alemanys (com, efectivament, intentà el 1942). En un discurs al Parlament, Churchill va repetir que l'armistici del 22 de juny de 1940 va ser una traïció a l'acord aliat de no fer una pau separada. Churchill va dir: "Quin valor té això? Pregunteu a mitja dotzena de països; quin és el valor d'una garantia tan solemne? ... Finalment, l'armistici podria ser anul·lat en qualsevol moment amb qualsevol pretext d'incompliment...”.
La flota francesa havia vist poc combat durant la batalla de França i estava majoritàriament intacta. Per tonatge, al voltant del 40 per cent es trobava a Toló, prop de Marsella, el 40 per cent al nord d'Àfrica francès i el 20 per cent a Gran Bretanya, Alexandria i les Índies Occidentals franceses. Tot i que Churchill temia que la flota fos utilitzada per l'Eix, la necessitat d'equipar, mantenir i armar els vaixells francesos amb articles que eren incompatibles amb els equips alemanys i italians ho va fer poc probable. La Kriegsmarine i Benito Mussolini van fer obertures però Adolf Hitler temia que un intent de presa de possessió provoqués la deserció de la flota francesa als britànics. Churchill i Hitler van veure la flota com una amenaça potencial; els líders francesos van utilitzar la flota (i la possibilitat de la seva reincorporació als Aliats) com a contrapartida de negociació contra els alemanys per mantenir-los fora de la França desocupada (la zona lliure) i del nord d'Àfrica francès. L'armistici depenia del dret francès a equipar els seus vaixells i el ministre de la Marina francès, l'almirall François Darlan, havia ordenat la flota atlàntica a Toló i desmobilitzar-se, amb ordres d'enfonsar els vaixells si els alemanys intentaven prendre'ls.

## L'ultimàtum

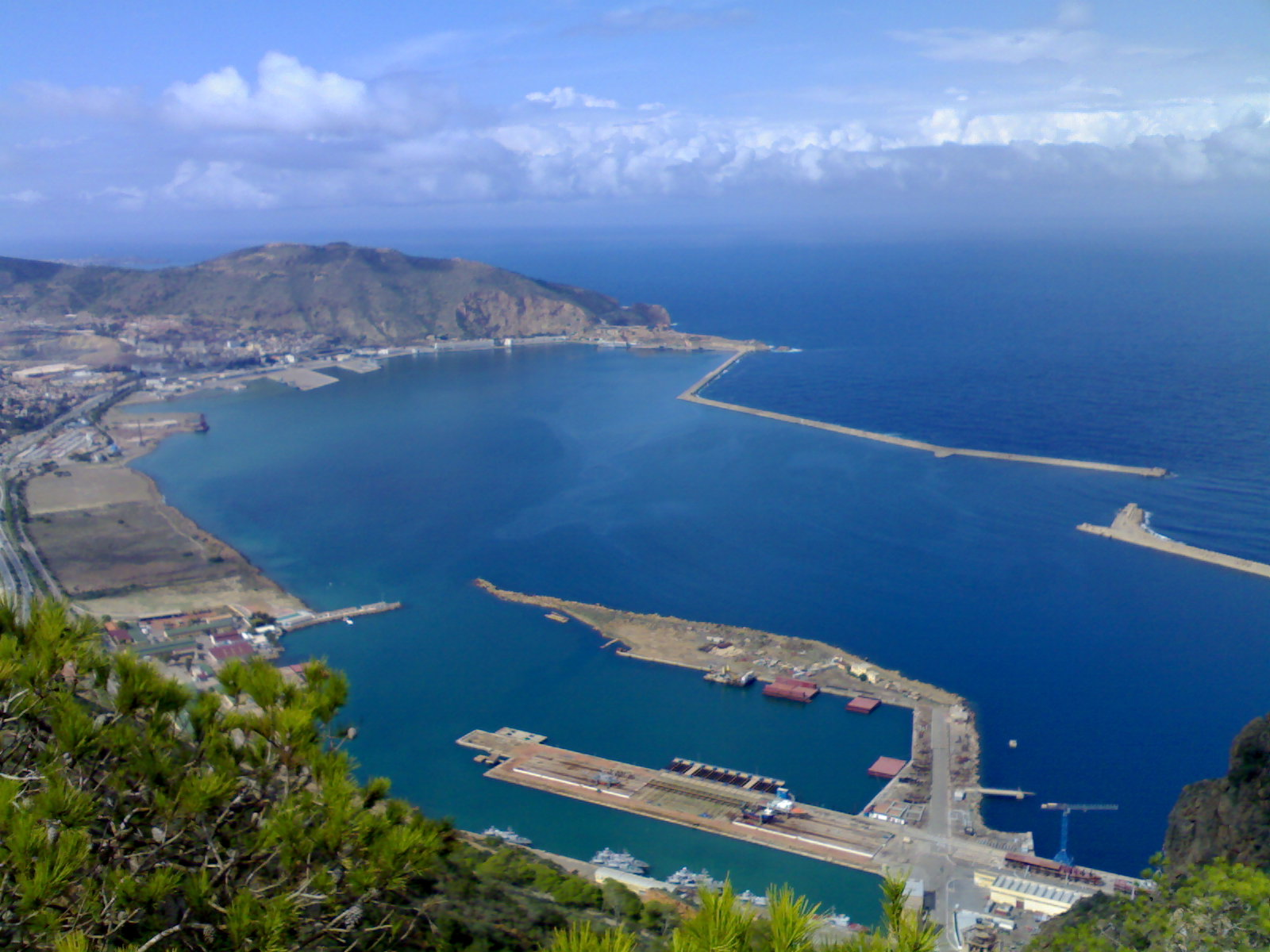
Vista moderna del port de Mers-el-Kébir

El grup més poderós de vaixells de guerra francesos es trobava a Mers el-Kebir a l'Algèria francesa, que comprenia els antics cuirassats Provence i Bretagne, els nous cuirassats Force de Raid Dunkerque i Strasbourg, el portahidroavions Commandant Teste, sis destructors i una canonera Rigault de Genouilly, sota el comandament de l'almirall Marcel-Bruno Gensoul. L'almirall James Somerville, comandant de la Força H, amb base a Gibraltar, va rebre l'ordre de lliurar un ultimàtum als francesos, els termes del qual eren contraris a l'armistici germano-francès. Somerville va passar el deure de presentar l'ultimàtum a un parlant francès, el capità Cedric Holland, comandant del portaavions HMS Ark Royal. Gensoul es va sentir ofès perquè les negociacions s'estaven duent a terme per un oficial menys alt i va enviar el seu lloctinent, Bernard Dufay, la qual cosa va provocar molts retards i confusió. A mesura que les negociacions van continuar, va quedar clar que l'acord era poc probable. Els francesos van fer els preparatius per a l'acció i 42 avions van ser armats i preparats per a l'enlairament. Darlan era a casa el 3 de juliol i no es va poder contactar amb ell; Gensoul va dir al govern francès que les alternatives eren l'internament o la batalla, però va ometre l'opció de navegar cap a les Índies Occidentals franceses. L'eliminació de la flota a les aigües dels Estats Units havia format part de les ordres donades per Darlan a Gensoul en el cas que una potència estrangera intentés apoderar-se dels seus vaixells.

## Operació Catapulta

### Plymouth i Alexandria

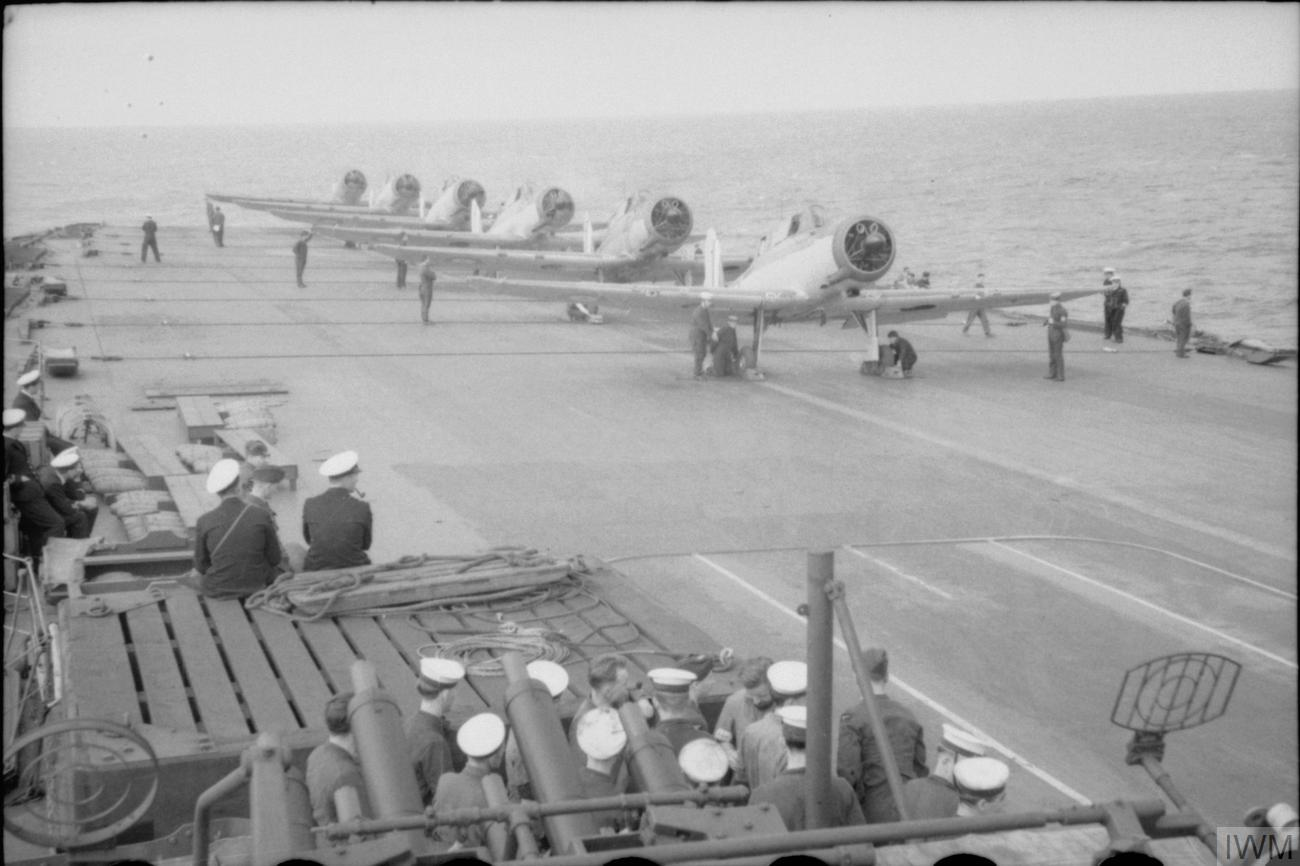
Els Blackburn Skuas del 800è Esquadró del Fleet Air Arm] es preparen per enlairar-se de l'HMS Ark Royal

Juntament amb els vaixells francesos als ports metropolitans, alguns havien navegat cap a ports de Gran Bretanya o d'Alexandria a Egipte. L'operació Catapulta va ser un intent de prendre aquests vaixells sota control britànic o destruir-los. Els vaixells francesos atracats a Plymouth i Portsmouth van ser embarcats sense previ avís la nit del 3 de juliol. El submarí Surcouf, el més gran del món, havia estat a Plymouth durant l'últim mes. La tripulació va resistir un grup d'embarcament i tres membres de la Royal Navy, inclosos dos oficials, van ser morts, juntament amb un mariner francès. Altres vaixells capturats inclouen els antics cuirassats Paris i Courbet, els destructors Le Triomphant i Léopard, vuit torpediners, cinc submarins i una sèrie de vaixells menors. L'esquadra francesa a Alexandria (Almirall René-Émile Godfroy) que incloïa el cuirassat Lorraine, el creuer pesant Suffren i tres creuers lleugers moderns, va ser neutralitzada per acord local.

### L'atac a Mers el-Kebir

Diagrama de l'atac britànic a Mers-el-Kébir

La força britànica comprenia el creuer de batalla Hood, els cuirassats Valiant i Resolution, el portaavions Ark Royal i una escorta de creuers i destructors. Malgrat l'aproximada equivalència, la flota britànica tenia diversos avantatges decisius: els britànics tenien l'avantatge de poder maniobrar, mentre que la flota francesa estava ancorada en un port estret i les seves tripulacions no esperaven un atac. L'armament principal del Dunkerque i el Strasbourg es trobava davant de la superestructura i no es podia emprar immediatament. Els vaixells capitals britànics tenien canons de 15 polzades (381 mm) i disparaven una salva més pesada que els cuirassats francesos, a més que també disparaven lateralment més que els francesos. El 3 de juliol, abans que les negociacions s'acabessin formalment, sis avions britànics Fairey Swordfish escortats per tres Blackburn Skuas des de l'Ark Royal van llançar mines magnètiques a la sortida del port. La força va ser interceptada per cinc caces francesos Curtiss H-75 que van abatre un Skua al mar amb la pèrdua dels seus dos tripulants, les úniques víctimes mortals britàniques en l'acció.
Els vaixells de guerra francesos van ser ordenats des d'Alger i Toló com a reforç però no van arribar a Mers el-Kebir a temps. Els francesos van posar els seus submarins a Orà, Ariane, Danaé, Diane i Eurydice, en alerta i van fondejar al port exterior a les 3:30 pm. A les 5:54 pm., els quatre submarins van rebre ordres de sortir a la mar. Churchill va ordenar als vaixells britànics que obrís foc al mateix temps i els britànics van començar a les 5:57 pm des de 17.500 iardes (9,9 milles; 16,0 km). [26]La tercera salva britànica va anotar èxits i els magatzems a bord del Bretagne va explotar, el vaixell s'enfonsà amb 977 de la seva tripulació a les 18:09. Després de trenta salves, els vaixells francesos van deixar de disparar; la força britànica va modificar el rumb per evitar el foc de retorn dels forts costaners francesos, però el Provence, el Dunkerque, el destructor Mogador i dos altres destructors van ser danyats; les seves tripulacions els van encallar per evitar que s'enfonsin. Van arribar quatre caces francesos Morane-Saulnier M.S.406, superant en nombre els britànics Skuas. Aleshores, nou caces francesos més van ser detectats a les 19:10 i es va produir una combat en què un Curtiss H-75 i un MS406 van resultar danyats. Van aparèixer tres caces Curtiss més i hi va haver un altre enfrontament. Els quatre submarins francesos no van poder tancar amb els vaixells de guerra britànics.

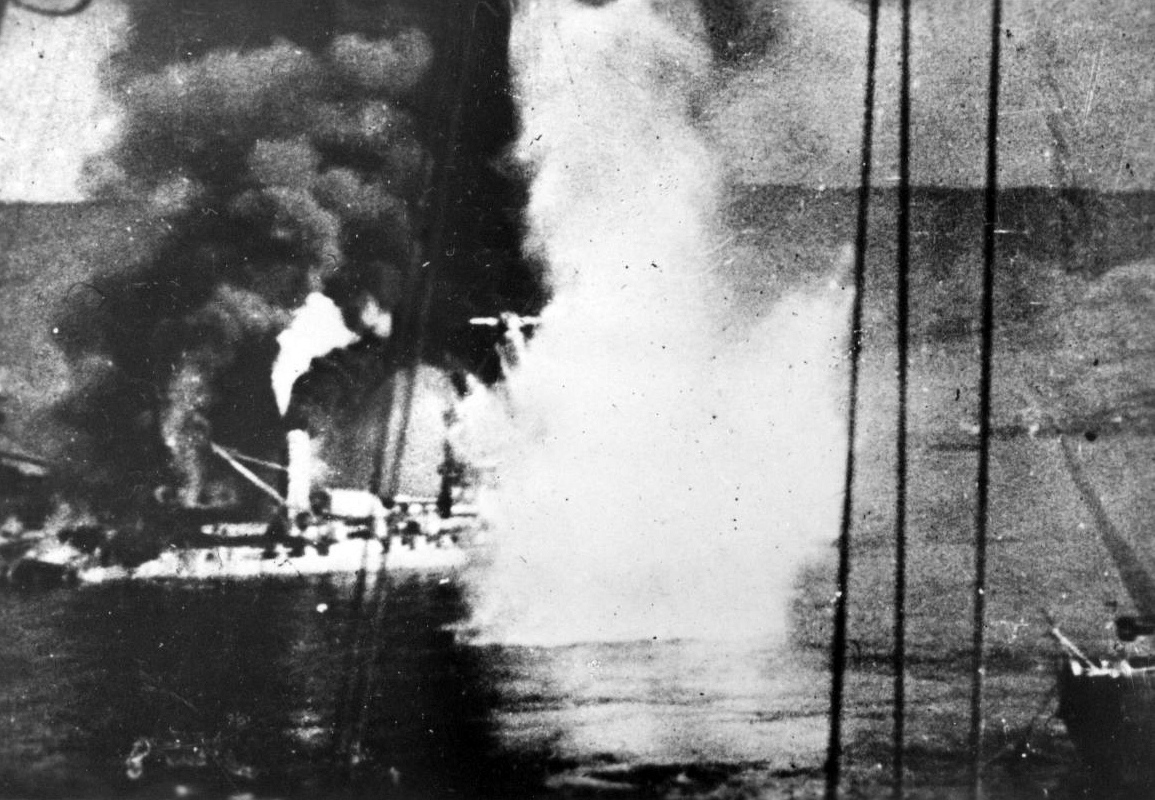
El Bretagne en flames, encara sota bombardeig

L'Strasbourg, tres destructors i una canonera van aconseguir evitar les mines i escapar a mar obert, sota l'atac d'un vol de peix espasa armat amb bombes de l'Ark Royal. Els vaixells francesos van respondre amb foc antiaeri i van abatre dos Swordfish, les tripulacions sent rescatades pel destructor Wrestler; un hidroavió francès també va bombardejar un destructor britànic. Com que el bombardeig britànic va tenir poc efecte, a les 6:43 pm Somerville va ordenar als seus vaixells que perseguissin. L' aviso francès  Rigault de Genouilly, de camí cap a Orà, es va trobar amb la Força H a les 19:33 i es va dirigir cap al Hood, només per ser atacats pels creuers lleugers Arethusa i Enterprise a 12.000 i 18.000 iardes (5,9 i 8,9 nmi; 6,8 i 10,2 milles; 11 i 16 km) respectivament. El Hood també va disparar diversos obusos de 15 a Rigault de Genouilly, i el vaixell francès va disparar dinou obusos de 14 cm (5,5 polzades) en resposta abans de ser colpejat per l'Enterprise i retirar-se. Mentrestant, un avió britànic va albirar el Danaé i l'Eurídice poc abans de les 8:00 pm i va deixar caure flotadors il·luminats per guiar un destructor britànic cap a ells. El destructor va carregar en profunditat els dos submarins però van escapar sense danys. A les 8:20 pm Somerville va suspendre la persecució, sentint que els seus vaixells estaven mal desplegats per a un enfrontament nocturn. Després d'un altre atac ineficaç de Swordfishs a les 20:55, l'Strasbourg va arribar a Toló el 4 de juliol.
El 4 de juliol, el submarí britànic HMS Pandora enfonsà la llanxa canonera Rigault de Genouilly, que sortia d'Oran. Aquella nit, bombarders francesos atacaren la flota britànica amb seu a Gibraltar sense gran efecte. Com que els britànics creien que els danys causats al Dunkerque i al Provence no eren gaire seriorsos, els Fairey Swordfish del Ark Royal van atacar Mers el-Kebir el matí del 6 de juliol. Un torpede impactà en la patrullera Terre-Neuve, que anava al costat del Dunkerque i li portava un subministrament de càrregues de profunditat. El Terre-Neuve s'enfonsà a ràpidament i les seves càrregues provocaren una gran explosió que causà seriosos danys al Dunkerque.
Durant la nit del 3/4 de juliol de 1940, l'Ariane, la Danaé, la Diane i l'Eurydice van patrullar a la superfície davant d'Orà en una línia de patrulla nord-sud i van romandre patrullant davant d'Orà fins a les 20:00 del 4 de juliol abans de tornar a Orà. El 4 de juliol, el submarí britànic Pandora es va trobar amb el Rigault de Genouilly davant de la costa algeriana, el va confondre amb un creuer i el va enfonsar. Després de rebre ordres el 3 de juliol de formar una línia de patrulla nord-sud al mar Mediterrani a una distància de 20 milles nàutiques (37 km; 23 milles) a l'est de l'illa d'Alboran i al sud de Cap Palos durant la nit del 6/7 de juliol de 1940 per protegir Orà i atacar els vaixells britànics, els submarins francesos Archimède, Le Conquérant i L'Espoir van sortir de Toló a les 2:45 del matí del 4 de juliol de 1940 amb destinació a la seva zona de patrulla a 15 nus (28 km/h; 17 mph), però van ser convocats a Toló el 5 de juliol de 1940. La Força Aèria Francesa va fer atacs de represàlia a Gibraltar, incloent un petit atac nocturn el 5 de juliol, quan moltes bombes van aterrar al mar.

### Accions del 8 de juliol
Els britànics creien que els danys infligits a Dunkerque i Provença no eren greus i el matí del 8 de juliol van atacar de nou Mers el-Kebir a l'operació Lever, amb avions Swordfish de l'Ark Royal. Un torpede va colpejar la patrullera Terre-Neuve, amarrada al costat del Dunkerque, plena de càrregues de profunditat. El Terre-Neuve es va enfonsar ràpidament i les càrregues de profunditat van explotar, causant greus danys al cuirassat. Un altre atac va tenir lloc el 8 de juliol, quan els avions del portaavions Hermes van atacar el Richelieu a Dakar, danyant-lo greument. Quan la notícia dels esdeveniments de Dakar va arribar a Orà, els submarins francesos Ariane, Diane i Eurydice van tornar a posar en marxa el 8 de juliol per formar una línia de patrulla davant del cap Falcon, Algèria,, en cas d'un altre atac britànic a Orà, però els submarins no es van trobar amb forces britàniques.

## Conseqüències

### Anàlisi

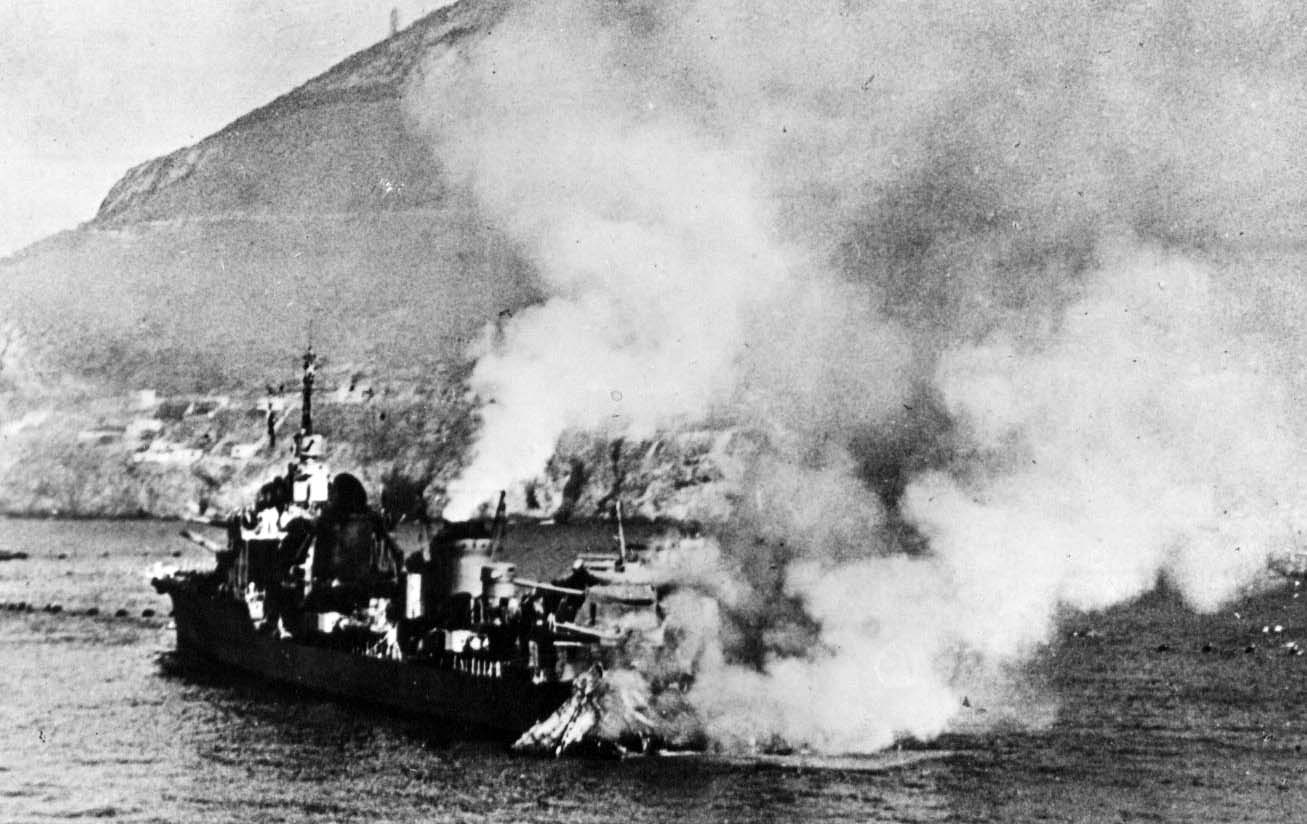
El Mogador encallat, després d'haver estat colpejat per un obús de 15 polzades

Churchill va escriure: "Aquesta va ser la decisió més odiosa, la més antinatural i dolorosa que m'ha preocupat mai". Les relacions entre Gran Bretanya i França van ser molt tenses durant un temps i els alemanys van gaudir d'un cop de propaganda. Somerville va dir que va ser "l'error polític més gran dels temps moderns i que despertarà el món sencer contra nosaltres ... tots ens sentim molt avergonyits...". L'atac va reviure l'anglofòbia a França, va demostrar la determinació britànica de continuar la guerra i va reunir el Partit Conservador Britànic al voltant de Churchill (Neville Chamberlain, el predecessor de Churchill com a primer ministre, encara era líder del partit). L'acció britànica va mostrar al món que la derrota a França no havia reduït la determinació del govern de lluitar i els ambaixadors als països mediterranis van informar de reaccions favorables.
Els vaixells francesos a Alexandria sota el comandament de l'almirall René-Emile Godfroy, incloent l'antic cuirassat Lorraine i quatre creuers, van ser bloquejats pels britànics el 3 de juliol i van oferir els mateixos termes que a Mers el-Kebir. Després de delicades negociacions, conduïdes per part dels britànics per l'almirall Andrew Cunningham, Godfroy va acordar el 7 de juliol de desarmar la seva flota i romandre al port fins al final de la guerra. Alguns mariners es van unir a la França Lliure mentre que altres van ser repatriats a França; els vaixells d'Alexandria van passar a ser utilitzats pels francesos lliures després del maig de 1943. Els atacs britànics als vaixells francesos al port van augmentar la tensió entre Churchill i Charles de Gaulle, que va ser reconegut pels britànics com a líder de les forces franceses lliures el 28 de juny de 1940.
Segons el seu principal secretari privat, Eric Seal, "[Churchill] estava convençut que els nord-americans estaven impressionats per la crueltat en tractar amb un enemic despietat; i en la seva ment la reacció nord-americana al nostre atac a la flota francesa a Orà va ser de la primera importància". El 4 de juliol, Roosevelt va dir a l'ambaixador francès que ell hauria fet el mateix. Jean Lacouture, en una biografia de De Gaulle, va culpar la tragèdia principalment a la mala comunicació; si Darlan hagués estat en contacte aquell dia o si Somerville hagués tingut un caràcter més diplomàtic, es podria haver fet un acord. Lacouture va acceptar que hi havia el perill que els vaixells francesos poguessin haver estat capturats per tropes alemanyes o, més probablement, italianes, cosa que es va demostrar per la facilitat amb què els britànics s'apoderaven dels vaixells francesos als ports britànics o els alemanys s'apoderaven dels vaixells francesos a Bizerta a Tunísia el Novembre de 1942.
El 2004, David Brown va escriure que l'opinió estrangera era generalment favorable a l'operació Catapulta i que la demostració de la determinació britànica havia tingut èxit. El 2010, Colin Smith va escriure que l'atac va ser el primer gran triomf del primer ministre de Churchill i que havien estat rebuts favorablement pels governs dels EUA, Turquia, Grècia i Brasil, amb la condemna d'Espanya i Suïssa. El comte Galeazzo Ciano, ministre d'Afers Exteriors italià, va fer una entrada al diari que la Royal Navy conservava la "despietat dels capitans i pirates del segle xvi".

### Baixes

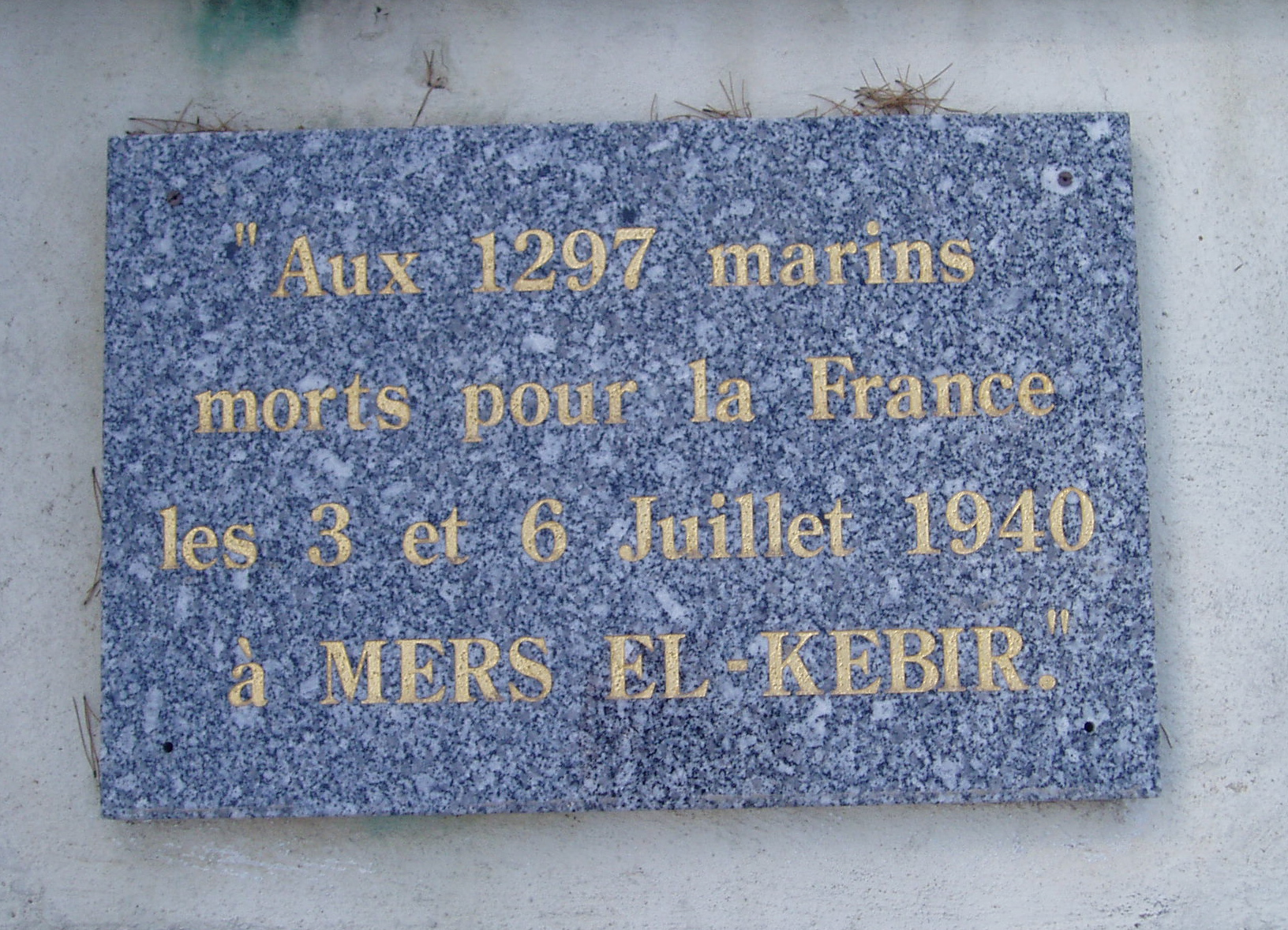
Memorial al camí de la costa de Toló als 1.297 mariners francesos assassinats a Mers el-Kebir

|                      | Oficials | Sots oficials | Mariners | Total |
| -------------------- | -------- | ------------- | -------- | ----- |
| Bretagne             | 36       | 151           | 825      | 1.012 |
| Dunkerque            | 9        | 32            | 169      | 210   |
| Provence             | 1        | 2             | —        | 3     |
| Strasbourg           | —        | 2             | 3        | 5     |
| Mogador              | —        | 3             | 35       | 38    |
| Rigault de Genouilly | —        | 3             | 9        | 12    |
| Terre Neuve          | 1        | 1             | 6        | 8     |
| Armen                | —        | 3             | 3        | 6     |
| Esterel              | 1        | 5             | —        | 6     |
| Total                | 48       | 202           | 1.050    | 1.300 |
| Fleet Air Arm        | —        | —             | —        | 2     |

## Esdeveniments posteriors

### Hostilitats britàniques-Vichy
Després de l'operació del 3 de juliol, Darlan va ordenar a la flota francesa que ataqués els vaixells de la Royal Navy sempre que fos possible; Pétain i el seu ministre d'Afers Exteriors Paul Baudouin van anul·lar l'ordre l'endemà. Les represàlies militars es van dur a terme per atacs aeris ineficaços a Gibraltar, però Baudouin va assenyalar que "l'atac a la nostra flota és una cosa, la guerra és una altra". Com havien advertit els escèptics, també hi va haver complicacions amb l'imperi francès; quan les forces colonials franceses van derrotar les forces franceses lliures de De Gaulle a la batalla de Dakar el setembre de 1940, Alemanya va respondre permetent que la França de Vichy mantingués els seus vaixells restants armats, en lloc de desmobilitzats. El 24 de setembre Gibraltar va ser bombardejat per seixanta avions francesos de Vichy que van llançar 45 tones llargues (50 tones curtes; 46 t) de bombes i aquella nit, 81 bombarders van llançar 60 tones llargues (67 tones curtes; 61 t) de bombes. La 2a Divisió de Destructors francesa formada pel Fougueux,  Frondeur,  Épée i Fleuret havia sortit de Casablanca el 24 de setembre i a primera hora del 25 de setembre es va trobar amb el destructor Hotspur que patrullava a Gibraltar. L'Épée va obrir foc però els seus canons de 13 cm (5,1 polzades) es van trencar després de disparar catorze obusos, el Fleuret no va obrir foc perquè no va poder arribar a l'objectiu i els altres destructors francesos van disparar sis trets entre ells. El Hotspur va tornar el foc, però això no va ser informat pels vaixells francesos.
El 27 de setembre, la Força H es va quedar al mar després de rebre "un missatge encantador [que] tota la flota de Toló sortia a tenir una ferralla amb nosaltres", però les dues marines es van adherir a una comprensió tàcita que els britànics no van atacar més poderosos. Forces franceses al mar o vaixells al port però van interceptar altres vaixells francesos:
| « | Tot i que els comandants britànics tenien instruccions precises sobre la intercepció de la navegació francesa, la discreció podria demostrar la millor part del valor si les escortes de Vichy poguessin infligir pèrdues greus. | » |

A la tardor, els francesos van enviar sense problemes un comboi per l'estret de Gibraltar, un estat de coses que poques vegades va canviar durant la campanya mediterrània.

### Civils gibraltarencs
A principis de juny de 1940, uns 13.500 civils havien estat evacuats de Gibraltar a Casablanca al Marroc francès. Després de la capitulació dels francesos davant els alemanys i l'atac a Mers el-Kebir, el govern de Vichy va trobar la seva presència una vergonya. Més tard, al juny, 15 vaixells de càrrega britànics van arribar a Casablanca sota el comandament del comodor Crichton, repatriant 15.000 soldats francesos que havien estat rescatats de Dunkerque. Un cop desembarcades les tropes franceses, els vaixells van ser internats fins que el Comodor va acceptar endur-se els evacuats, els quals, reflectint les tensions generades després de l'atac a Mers el-Kebir, van ser escortats als vaixells a punta de baioneta, menys moltes de les seves possessions.

### Cas Anton
El 19 de novembre de 1942, els alemanys van intentar capturar la flota francesa amb seu a Toló, contra els termes de l'armistici, com a part del cas Anton, l'ocupació militar de la França de Vichy per Alemanya. Tots els vaixells de qualsevol valor militar van ser enfonsats pels francesos abans de l'arribada de les tropes alemanyes, en particular el Dunkerque, l'Strasbourg i set (quatre pesats i tres lleugers) creuers moderns. Per a molts a l'armada francesa aquesta va ser una prova final que mai no s'havia plantejat que els seus vaixells acabessin en mans alemanyes i que l'acció britànica a Mers el-Kebir havia estat innecessària. Darlan va ser fidel a la seva promesa el 1940, que els vaixells francesos no podrien caure en mans alemanyes. Godfroy, encara al comandament dels vaixells francesos neutralitzats a Alexandria, es va mantenir al marge una estona més, però el 17 de maig de 1943 es va unir als Aliats.

## Ordes de batalla
| Royal Navy - HMS Hood – creuer de batalla – Nau insígnia - HMS Resolution – cuirassat - HMS Valiant – cuirassat - HMS Ark Royal – portaavions - HMS Arethusa – creuer lleuger - HMS Enterprise – creuer lleuger - HMS Faulknor – destructor - HMS Foxhound – destructor - HMS Fearless – destructor - HMS Forester – destructor - HMS Foresight – destructor - HMS Escort – destructor - HMS Fury - destructor - HMS Keppel – destructor - HMS Active – destructor - HMS Wrestler – destructor - HMS Vidette – destructor - HMS Vortigern – destructor | Marine Nationale - Dunkerque – cuirassat – Nau insígnia - Strasbourg – cuirassat - Bretagne – cuirassat - Provence – cuirassat - Commandant Teste - portahidroavions - Mogador – destructor - Volta – destructor - Le Terrible – destructor - Kersaint – destructor - Lynx – destructor - Tigre – destructor - Ariane – submarí - Damaé – submarí - Diane – submarí - Eurydice – submarí |

### Llibres
- Auphan, Gabriel; Mordal, Jacques. The French Navy in World War II.  Londres: Greenwood Press, 1976. ISBN 978-0-8371-8660-3.
- Bell, P. M. H. Bell. France and Britain, 1940–1994: The Long Separation.  Londres: Longman, 1997. ISBN 978-0-582-28920-8.
- Bond, Peter. 300 Years of British Gibraltar: 1704–2004.  Gibraltar: Peter-Tan Ltd for Government of Gibraltar, 2003. OCLC 1005205264.
- Brown, D. The Road to Oran: Anglo-French Naval Relations, September 1939 – July 1940.  Londres: Taylor and Francis, 2004. ISBN 978-0-7146-5461-4.
- Butler, J. R. M.. Grand Strategy: September 1939 – June 1941. II. 2a edició.  HMSO, 1971. ISBN 978-0-11-630095-9.
- Chin, Rachel. War of Words: Britain, France and Discourses of Empire during the Second World War.  Cambridge University Press, 2022. ISBN 978-1-00-918101-3.
- Greene, J.; Massignani, A. The Naval War in the Mediterranean 1940–1943. pbk..  Rochester: Chatham, 2002. ISBN 978-1-86176-190-3.
- Jameson, William. Ark Royal: the Life of an Aircraft Carrier at War 1939-41. 2a edició.  Penzance: Periscope Publishing, 2004. ISBN 1-904381-27-8.
- Lacouture, Jean. De Gaulle: The Rebel 1890–1944. Eng trans..  Londres: W. W. Norton, 1991. ISBN 978-0-393-02699-3.
- Marder, A. From the Dardanelles to Oran: Studies of the Royal Navy in War and Peace 1915–1940. repr. Seaforth Publishing (Pen & Sword Books) Barnsley.  Annapolis, MD: Naval Institute Press, 2015. ISBN 978-1-84832-252-3. LCCN 2015938192.
- O'Hara, Vincent P. Struggle for the Middle Sea: The Great Navies at War in the Mediterranean Theater, 1940–1945.  Annapolis, MD: Naval Institute Press, 2009. ISBN 978-1-59114-648-3.
- Playfair, Major-General I. S. O.; with Stitt RN, Commander G. M. S.; Molony, Brigadier C. J. C.; Toomer, Air Vice-Marshal S. E.. The Mediterranean and Middle East: The Early Successes Against Italy (to May 1941). I. 3rd impr..  HMSO, 1959. OCLC 494123451 [Consulta: 24 novembre 2017].
- Roskill, S. W.. The War at Sea 1939–1945: The Defensive. I. 4th impr..  Londres: HMSO, 1957. OCLC 881709135.
- Roskill, S. W.. The Period of Balance. II. 3rd impression.  Londres: HMSO, 1962. OCLC 174453986.
- Smith, C. England's Last War Against France: Fighting Vichy 1940–1942. Phoenix.  Londres: Weidenfeld & Nicolson, 2010. ISBN 978-0-7538-2705-5.
- Sutherland, Jon; Canwell, Diane. Vichy Air Force at War: The French Air Force that Fought the Allies in World War II.  Barnsley: Pen & Sword Aviation, 2011. ISBN 978-1-84884-336-3.

### Diaris
- Thomas, Martin «After Mers-el-Kébir: The Armed Neutrality of the Vichy French Navy, 1940–43». English Historical Review, 112, 447, 1997. ISSN: 0013-8266.